# Zbigniew Malara
Zbigniew Malara (ur. 15 marca 1951 w Cieplicach Śląskich-Zdroju) – polski teoretyk i praktyk zarządzania, inżynier organizator przemysłu, profesor nauk ekonomicznych w dyscyplinie nauki o zarządzaniu i jakości, profesor zwyczajny Politechniki Wrocławskiej.

## Życiorys
W 1975 roku ukończył studia na Wydziale Informatyki i Zarządzania Politechniki Wrocławskiej, uzyskując tytuł mgr.inż. w specjalnościach zarządzanie przemysłem oraz przetwarzanie informacji. Początkowo zatrudniony w gospodarce, m.in. w Zakładzie Elektronicznej Techniki Obliczeniowej w Jeleniej Górze, następnie – po uzyskaniu stopnia doktora – zajął się pracą naukową. Stopień doktora nauk ekonomicznych (specjalność: organizacja i zarządzanie) uzyskał w 1991 roku w Instytucie Organizacji i Zarządzania w Przemyśle „Orgmasz” w Warszawie na podstawie pracy napisanej pod kierunkiem prof. Bronisława Pilawskiego pt. Zastosowanie metody wielokryterialnej analizy Bellingera do wyboru asortymentu produkcji w przedsiębiorstwach przemysłowych. Tamże, w 2002 roku osiągnął stopień doktora habilitowanego nauk ekonomicznych w dyscyplinie nauki o zarządzaniu na podstawie rozprawy pt. Restrukturyzacja organizacyjna przedsiębiorstwa. W dniu 17 czerwca 2009 uzyskał tytuł naukowy profesora nauk ekonomicznych.
Od 1992 roku jest pracownikiem naukowym Politechniki Wrocławskiej na Wydziale Informatyki i Zarządzania, pracując kolejno: na stanowisku wykładowcy (1992), adiunkta (1993–2002), profesora nadzwyczajnego (2003–2009) oraz profesora zwyczajnego. Na tej uczelni pełnił szereg funkcji, m.in.: kierownika Zakładu Innowacji i Przedsiębiorczości (2003–2009), kierownika Katedry Infrastruktury Zarządzania (2009–2014), kierownika Katedry Organizacji i Zarządzania (2014–2020). Ponadto piastował funkcję prodziekana ds. nauki i rozwoju kadry (2016–2019) oraz prodziekana ds. jakości nauczania (2019–2020) na Wydziale Informatyki i Zarządzania Politechniki Wrocławskiej. Udzielał się także w pracach komisji Senatu Politechniki Wrocławskiej, m.in. w komisji ds. badań naukowych i współpracy z gospodarką oraz w radzie ds. jakości kształcenia.
Odbył kilka misji i staży naukowych, m.in. w Polytechnic School w Leicester (Wielka Brytania), University of Texas at Tyler (USA), Goldratt Institute (Izrael), Uniwersytet Ekonomiczny w Grodnie (Białoruś) oraz Technische Universität Zittau/Goerlitz (Niemcy). Kierownik szeregu projektów badawczych, realizator grantów naukowych oraz promotor 12 doktoratów i kilkuset specjalistów zarządzania (mgr. inż., inż., lic.). Jest autorem, jak dotąd, przeszło 220 udokumentowanych prac i publikacji naukowych, w tym 19 publikacji zwartych i książek, których jest autorem lub współautorem oraz kilkudziesięciu prac popularnonaukowych, a także ekspertem organizacji gospodarczych i funduszy.
W wyborach do Sejmu w 1997 otwierał jeleniogórską listę okręgową Krajowej Partii Emerytów i Rencistów.

## Odznaczenia
W 2022 został odznaczony Brązowym Krzyżem Zasługi.